# Егоровка (Покровский район)
Егоровка (укр. Єгорівка) — село,
Вишнёвский сельский совет,
Покровский район,
Днепропетровская область,
Украина.
Код КОАТУУ — 1224284507. Население по переписи 2001 года составляло 182 человека .

## Географическое положение
Село Егоровка находится на левом берегу реки Янчур,
выше по течению на расстоянии в 2 км расположено село Першотравневое, ниже по течению на расстоянии в 1 км расположено село Даниловка, на противоположном берегу — село Кирпичное.

## История
- 1861 — дата основания.